# Lascarins

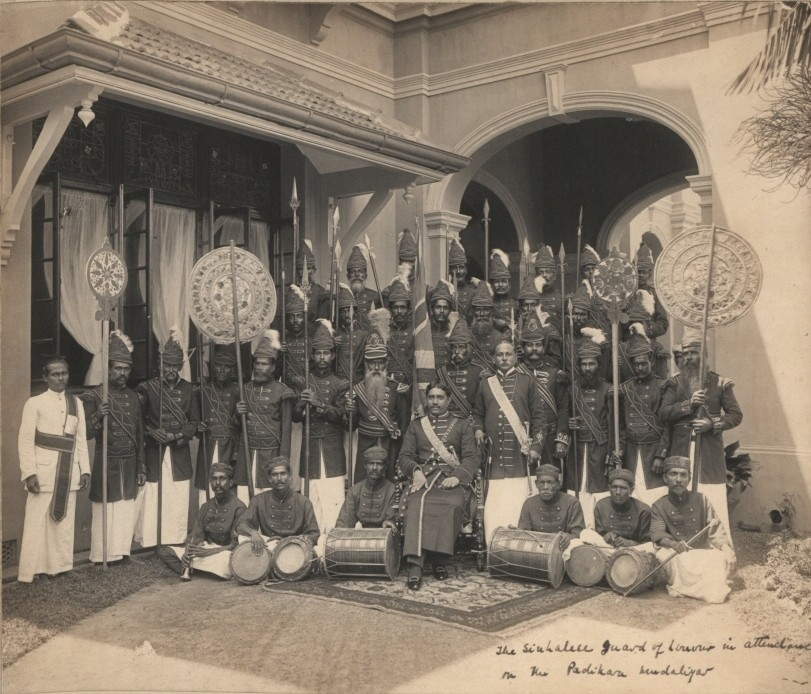
Lascarins-Wache von Padikara Muhandiram Arthur Silva Wijeyasinghe Siriwardena (1889–1947)

Als Lascarins (oder Lascareen, Lascoreen, Lascarine, Lascorins) (singhalesisch ලස්කිරිඤ්ඤ laskirigngna) wurden in Ceylon (heute Sri Lanka) einheimische Soldaten genannt, die in portugiesischen Dienst standen, als die Kolonialmacht zwischen 1505 und 1658 Teile der Insel beherrschte. Die Bezeichnung wurde später auch auf ceylonesische Einheimischentruppen der Niederländer und Briten bis 1930 übernommen. Auch bei Kriegszügen singhalesischer Reiche spielten Lascarins immer wieder eine wichtige Rolle.

## Etymologie
Die Bezeichnung leitet sich vom persischen „Lascar“ (persisch لشکر) ab, das „Laschkar“ ausgesprochen wird. Es bedeutet „Heereslager“ oder „Armee“. Das Wort ist verwandt mit dem arabischen „Askar“ (arabisch عسكر) für „Wache“ oder „Soldat“ (siehe auch: Askari). Die Portugiesen machten daraus „lasquarin“ oder „lascarim“ für asiatische Hilfssoldaten oder Seeleute. Mit letzterer Bedeutung wurde das Wort ins englische als „lascar“ übernommen, während es in Sri Lanka die militärische Bedeutung behielt und auch in Indien als „Gun Lascar“ wiederzufinden ist. Weitere Adaptionen sind im Niederländischen „lascorijn“ und im Englischen „lascariin“, „lascarine“, oder „lascoreen“.

## Geschichte

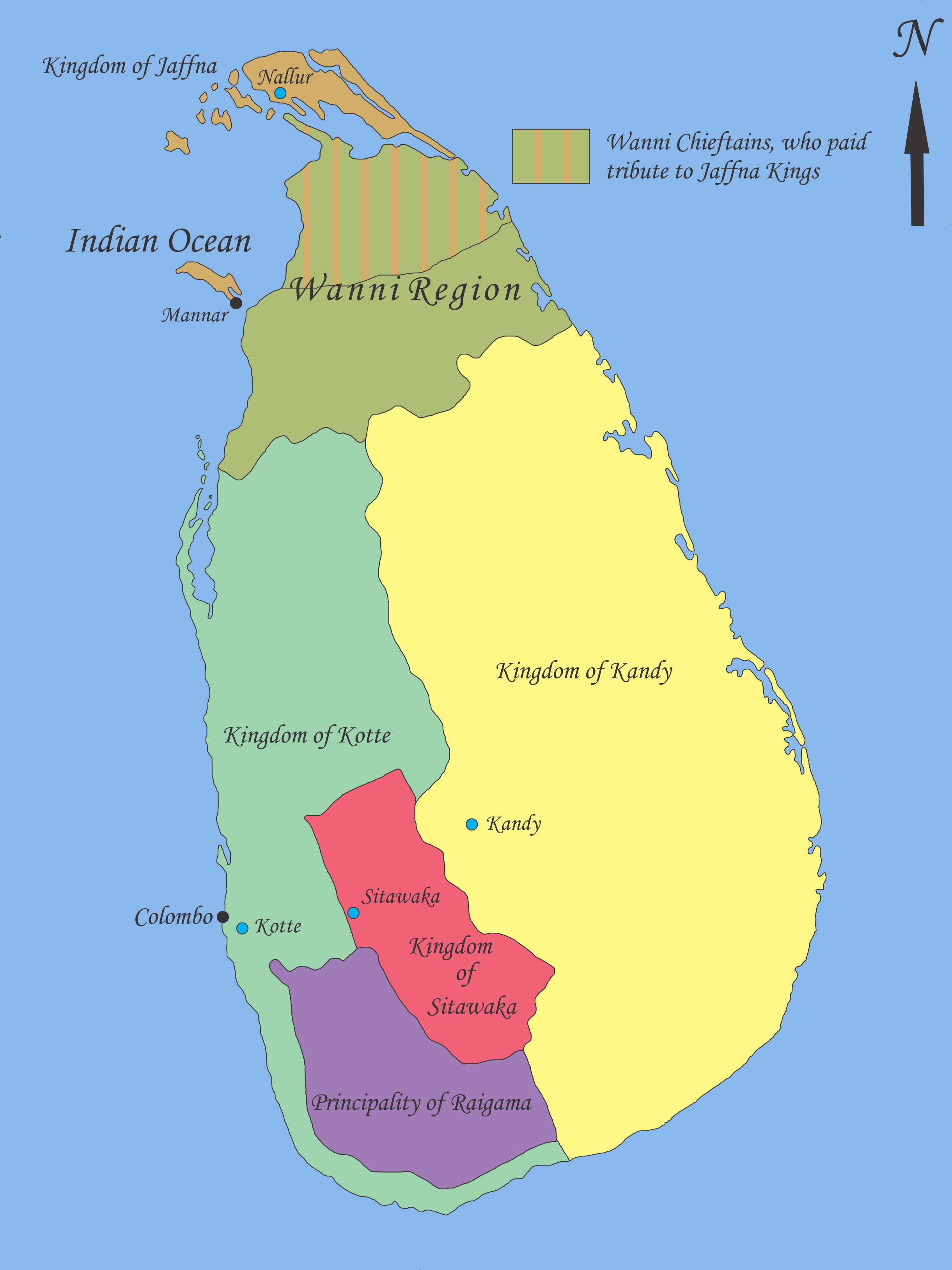
Ceylon nach dem Wijayaba Kollaya 1521

Die Portugiesen setzten sich ab 1505 auf Ceylon fest und kontrollierten von Colombo aus zunächst den Außenhandel der Insel. Nach dem Wijayaba Kollaya, der Ermordung Königs Vijayabahu VII. von Kotte 1521 durch seine drei Söhne und die folgende Reichsteilung wurden die Portugiesen in die Machtkämpfe innerhalb Ceylons hineingezogen. Da die Kolonialmacht nur über wenige eigene Soldaten in Asien verfügte, heuerte man einheimische Söldner an, um Portugals und des verbündeten Königreichs Kottes Interessen zu schützen und durchzusetzen. Die meisten Lascarins waren zum katholischen Glauben konvertierte Singhalesen, wie Karava oder Niar manchmal auch Tamilen. In dieser Zeit nahmen viele Mitglieder der einheimischen Königsfamilie den katholischen Glauben an. Nachdem die Portugiesen die direkte Kontrolle über große Teile der Insel übernommen hatten (auch über das Königreich Kotte), wurden viele Soldaten der unterworfenen Reiche Lascarins, so dass sie ihren gesellschaftlichen Rang behalten konnten.
In nahezu jeder frühen Schlacht, die die Portugiesen in Ceylon fochten, bildeten Lascarins die Mehrheit ihrer Armeen. In den Schlachten gegen die ceylonesischen Reiche profitierten die Portugiesen auch von den geographischen Kenntnissen der Lascarins. Doch immer wieder wechselten Lascarins während des Kampfes die Fronten und kämpften plötzlich auf Seiten der einheimischen Reiche. Im Danture-Feldzug 1594 verdoppelte sich auf diese Weise plötzlich die Streitmacht von König Vimaladharmasuriya I. von Kandy und 1630 liefen während der Schlacht von Randeniwela nahezu alle Lascarins zu Kandy über, was unter anderem den Tod von Generalkapitän Constantino de Sá de Noronha zur Folge hatte. Daher begannen die Portugiesen Truppen in Indien, Afrika und vom Malaiischen Archipel anzuwerben und nach Ceylon zu bringen. Aus den Afrikanern entstand so eine eigene Ethnie Sri Lankas, die Sri Lanka Kaffirs (portugiesisch Cafrinhas, singhalesisch කාපිරි, Tamil காப்பிலி). Lascarins nahmen auch auf beiden Seiten im Niederländisch-Portugiesischen Krieg teil, der 1658 das Ende der portugiesischen Präsenz auf Ceylon brachte. Die Lascarins bestanden unter den Niederländern (1640–1796) weiter.

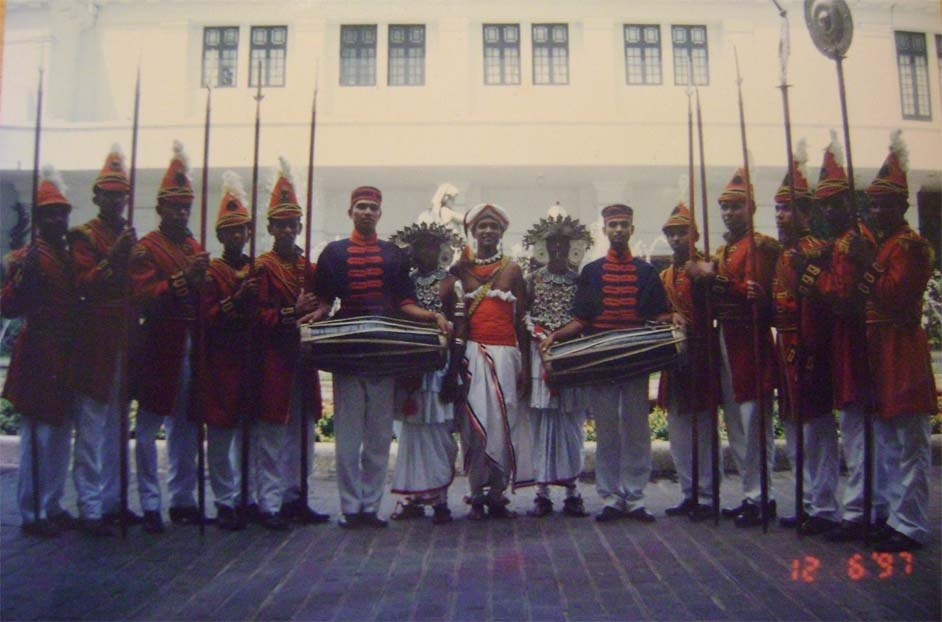
Nachstellung von Lascarins im Mount Lavinia Hotel (1997)

Unter den Briten verloren die Lascarins ihre militärische Bedeutung und mauserten sich zu zeremonielle Wachen. Die mächtigen Mudaliyars hielten sich kleine Einheiten, die mit Genehmigung der britischen Administration als Leibwache fungierten.
Die Lascarins bildeten die Bewacher der Delegation der Malediven, wenn sie ihren jährlichen Tribut dem britischen Gouverneur von Ceylon überbrachten und sie stellen heute die Ehrengarde bei Besuchen der Königlichen Familie des Vereinigten Königreiches in Sri Lanka. Offiziell wurden die Lascarins mit Schließung des Native Department und dem daraus folgenden Ende der Ernennung von Mudaliyars in den 1930er Jahren. Nur ihre zeremoniellen Tätigkeiten blieben erhalten.

## Struktur
Die Lascarins wurden in „ranchuwas“ (randje) unterteilt, was Kompanie bedeutet. Jede davon bestand aus zwei bis drei einheimischen Anführern (Mohandiram, Arachchies oder Kankanis) und 24 Untergebenen. Einige ranchus unterstanden den Mudaliyars der Koralen, wie die administrativen Einteilungen auf Ceylon hießen.
Eine Lascarin-Wache in britischer Zeit stand unter dem Kommando eines Basnayake Muhandiram. „Basnayake“ abgeleitet von den niederländischen Worten „baas“ und „naik“ bedeutet Häuptling. „Muhandiram“ ist ein Ehrentitel, der an einheimische Beamten der administrativen Hierarchie verliehen wurde. Die Lascorans einer jedem Korale wurden vom dortigen Mudaliyar kommandiert, dessen militärischer Rang einem Captain der britischen Armee entsprach. Unter ihm stand der „Muhandiram“, der einem Lieutenant gleichkam. Als Unteroffiziere, analog zum Sergeant, fungierten „Cangaans“ oder „Kanganies“. Der einfache Soldat wurde einfach „Lascoreens“ genannt.